# Страхил-Войвода
Страхи́л-Войво́да (болг. Страхил войвода) — село в Кирджалійській області Болгарії. Входить до складу общини Кирджалі.

## Населення
За даними перепису населення 2011 року у селі проживали 104 особи, з них 102 особи (98,1%) — турки.
Розподіл населення за віком у 2011 році:
Динаміка населення: